# Carl Heinrich Adolph Köhler
Carl Heinrich Adolph Köhler (* 29. Oktober 1810 in Neuhaldensleben; † 13. Oktober 1875 in Genthin) war ein deutscher Jurist und Politiker.

## Leben
Köhler studierte von 1827 bis 1831 Rechtswissenschaften an der Universität Halle und war von 1840 bis 1852 Oberlandesgerichtsassessor in Seehausen. Danach arbeitete er als Kreisgerichtsrat zunächst in Inowraclaw und ab 1868 in Genthin.
Er war vom 8. September 1848 bis 30. Mai 1849 für den Wahlkreis der Provinz Sachsen Mitglied der Frankfurter Nationalversammlung in Wanzleben in der Fraktion Donnersberg, dann Württemberger Hof. Er war auch Mitglied im Zentralmärzverein.
Von 1862 bis 1866 wurde Köhler für die Deutsche Fortschrittspartei in das Preußische Abgeordnetenhaus gewählt.